# Église de la Conversion-de-Saint-Paul de Changy
L'église de la Conversion-de-Saint-Paul de Changy est une église située sur le territoire de la commune de Changy, dans le département français de Saône-et-Loire et la région Bourgogne-Franche-Comté.

## Historique
L'église date du 1er quart du XIIe siècle.

## Protection
L'église fait l'objet d'une inscription au titre des monuments historiques depuis un arrêté du 19 mars 1971.

## Description
Raymond Oursel décrit l'église et l'impression qu'il en ressent "L'humble église de Changy réconcilie dans une même communion l'archéologue, le touriste éclairé, le croyant. Le premier apprécie la rigueur de l'appareil, ocre et rose, et du plan, l'élégance de la sculpture et de l'élévation : coupole sur trompes, cul de four de l'abside, dont une arcature des plus originales.. Le visiteur d'émeut de l'accord profond du site et du sanctuaire qui le consacre…"
L'église renferme une peinture de 1730 représentant saint Paul, inscrite comme objet mobilier au titre des monuments historiques[lire en ligne].

## Culte
Édifice consacré du diocèse d'Autun relevant de la paroisse Sainte Marie-Madeleine en Charolais (siège à Charolles) – qui en est affectataire au titre de la loi de 1905 –, l'église de Changy est un lieu de culte catholique.